# Fremdwörterbuch
Fremdwörterbücher (mitunter auch Fremdwörterlexika genannt) erschließen den Teil des Wortschatzes einer Sprache, der ursprünglich aus einer anderen Sprache stammt und nicht ausschließlich aus der Geschichte der eigenen Sprache hervorgegangen ist. Dabei wird in der Regel nicht zwischen Fremd- und Lehnwörtern unterschieden. Fremdwörterbücher machen ihren Benutzern Wortschatzanteile zugänglich, die entweder keinen Eingang in die allgemeinen alphabetischen Wörterbücher einer Sprache gefunden haben oder darin zumindest mit weniger Informationen versehen sind. In einem guten Fremdwörterbuch findet man Informationen über die Aussprache, Rechtschreibung, Grammatik, Bedeutung und Herkunft der Wörter, vereinzelt auch zur Datierung der Übernahme von einer fremden Sprache in die eigene.
Wie die allgemeinen Wörterbücher sind auch die Fremdwörterbücher auf den gegenwärtigen Wortschatz konzentriert, der sich traditionell von der Periode der Literatur der Klassik bis in die Gegenwart erstreckt, also etwa vom letzten Drittel des 18. Jahrhunderts an. Eine Lücke in der Fremdwörterbuchschreibung ebenso wie bei den allgemeinen Wörterbüchern sind die Datierungen der Übernahmen. Diese Lücke wird in letzter Zeit zunehmend von etymologischen Wörterbüchern mit ihren neueren Auflagen geschlossen, allerdings nur in dem relativ geringen Stichwortumfang von bis zu ca. 20.000 Wörtern, den diese bieten. Demgegenüber hat etwa Duden. Das große Fremdwörterbuch (2007) 85.000 Stichwörter.

## Weitere Quellen
Weitere Quellen zur Erschließung des Fremdwortschatzes der Sprache sind die vielen Wörterbücher, die sich dem Fachwortschatz eines Berufs, Fachs oder einer Wissenschaftsdisziplin widmen. Hinzu kommen Wörterbücher, die sich speziell auf den Wortschatz konzentrieren, der aus einer ganz bestimmten Sprache übernommen wurde. Des Weiteren kann man auf solche Werke verweisen, die Vorschläge dafür enthalten, mit welchem einheimischen Wort man ein bestimmtes Fremdwort ersetzen kann. Auch die umgekehrte Richtung, dass nämlich Vorschläge für Fremdwörter als Ersatz für einheimisches Wortgut gegeben werden, ist zu finden.